# Куртуковское сельское поселение
Куртуко́вское се́льское поселе́ние — упразднённое муниципальное образование в составе Новокузнецкого района Кемеровской области. В 2013 году упразднено. В 2022 году образован Куртуковский территориальный отдел Новокузнецкого муниципального района.
Административный центр — посёлок Куртуково. 

## Административное деление
На территории поселения находятся 12 населённых пунктов — 9 посёлков, 2 села и 1 деревня.

## Экономика
Предприятия сферы услуг, с хозяйство, лесная промышленность. По территории проходит Южно-Кузбасская ветвь Западно-Сибирской железной дороги.